# Siergiej Suslin
Siergiej Pietrowicz Suslin (ros. Сергей Петрович Суслин, ur. 9 listopada 1944 w Moskwie zm. w 1989) – radziecki judoka i sambista. Olimpijczyk z Monachium 1972, gdzie zajął trzynaste miejsce w wadze lekkiej.
Brązowy medalista mistrzostw świata w 1967, 1969 i 1971. Zdobył dwanasćie medali na mistrzostwach Europy w latach 1965-1972.
Mistrz ZSRR w sambo w 1969 i 1971; drugi w 1970; trzeci w 1968 roku.

## Letnie Igrzyska Olimpijskie 1972
| Konkurencja | Eliminacje   | Eliminacje           | Klas. końcowa |
| Konkurencja | Przeciwnik I | Przeciwnik II        | Miejsce       |
| ----------- | ------------ | -------------------- | ------------- |
| 63 kg       | los wolny    | Ferenc Szabó (HUN) P | 13.           |